# (16072) 1999 RE128
A (16072) 1999 RE128 a Naprendszer kisbolygóövében található aszteroida. A LINEAR projekt keretében fedezték fel 1999. szeptember 9-én.